# Karaktären
Karaktären är en nederländsk-belgisk film från 1997 i regi av Mike van Diem. Filmen är baserad på Ferdinand Bordewijks roman med samma namn. I filmen medverkar bland andra Fedja van Huêt, Jan Decleir och Betty Schuurman. Karaktären belönades med en Oscar i kategorin Bästa icke-engelskspråkiga film. 

## Handling
Filmen utspelar sig i 1920-talets Nederländerna. Den fruktade rättstjänaren Dreverhaven (Jan Decleir) hittas död och advokaten Jacob Willem Katadreuffe (Fedja van Huêt) misstänks för dådet. Det framkommer att Dreverhaven är Katadreuffes far. 
Katadreuffes mor var husa hos Dreverhaven och det antyds att han tvingade sig på henne vid ett tillfälle. Hon lämnar platsen, och avvisar Dreverhavens friarbrev. När pojken anhålls för ett pojkstreck och talar om att Dreverhaven är hans far så vägrar Dreverhaven att erkänna honom som sin son. När Katadreuffe lånar pengar från Dreverhavens bank blir han stämd av fadern och betalar tillbaka. Han tar ytterligare ett lån för att klara sina studier. 
Katadreuffe stormar in på Dreverhavens kontor för att betala tillbaka det sista av lånet. De börjar bråka och Katadreuffe attackerar Dreverhaven. Vittnen ser honom lämna kontoret. 
I slutet av filmen visar det sig att Dreverhaven avled kl.22 och Katadreuffe lämnade honom kl.17. Det visar sig att Dreverhaven begått självmord. I testamentet framkommer att Dreverhaven lämnat sin stora förmögenhet till sonen. Testamentet är undertecknat "Far".

## Rollista i urval
- Jan Decleir - Dreverhaven
- Fedja van Huêt - Katadreuffe
- Betty Schuurman - Joba
- Tamar van den Dop - Lorna Te George
- Victor Löw - De Gankelaar
- Hans Kesting - Jan Maan
- Lou Landré - Rentenstein
- Bernhard Droog - Stroomkoning
- Frans Vorstman - inspektör de Bree
- Fred Goessens - Schuwagt